# وينداي ماليك
وينداي ماليك (بالإنجليزية: Wendie Malick)‏ هي عارضة وممثلة أمريكية، ولدت في 13 ديسمبر 1950 في الولايات المتحدة.

## أعمال

### أفلام
- (1991) بجزي[6]
- (1995) الرئيس الأمريكي[7]
- (2000) حياة الإمبراطور الجديدة[8][9][10]
- (2005) حياة كرونك الجديدة
- (2009) أدفنتورلاند[11]

### مسلسلات
- أطلق الرصاص علي!
- أم
- بوشنغ ديزيز[12]
- التحقيق في موقع الجريمة
- عائلة إكس
- فلمور

## ترشيحات
- جائزة إيمي برايم تايم لأفضل ممثلة مساعدة في مسلسل كوميدي [الإنجليزية]‏، عن عمل: أطلق الرصاص علي! (2002)

## وصلات خارجية
- وينداي ماليك على موقع IMDb (الإنجليزية)
- وينداي ماليك على موقع روتن توميتوز (الإنجليزية)
- وينداي ماليك على موقع ألو سيني (الفرنسية)
- وينداي ماليك على موقع ميوزك برينز (الإنجليزية)
- وينداي ماليك على موقع أول موفي (الإنجليزية)
- وينداي ماليك على موقع قاعدة بيانات الأفلام السويدية (السويدية)
- وينداي ماليك على موقع إن إن دي بي (الإنجليزية)
- وينداي ماليك على موقع ديسكوغز (الإنجليزية)
- وينداي ماليك على موقع قاعدة بيانات الفيلم (الإنجليزية)
- وينداي ماليك على موقع كينوبويسك (الروسية)